# Llista de topònims de Vespella de Gaià
Llista de topònims (noms propis de lloc) del municipi de Vespella de Gaià, al Tarragonès
Informació actualitzada per un bot. Els canvis manuals es perdran quan s'actualitzi!

## entitat singular de població
| imatge | Nom                   | Ubicat a         | instància de                                   | Detalls | coordenades                                                                | Protecció | Commons (més fotos)            | Dades a WD                    |
| ------ | --------------------- | ---------------- | ---------------------------------------------- | ------- | -------------------------------------------------------------------------- | --------- | ------------------------------ | ----------------------------- |
|        | Sant Miquel           | Vespella de Gaià | entitat singular de població                   | 341 hab | 41° 12′ 31″ N, 1° 22′ 19″ E / 41.208667449141°N,1.3719414911692°E 145 msnm |           | Sant Miquel (Vespella de Gaià) | Modifica les dades a Wikidata |
|        | Vespella de Gaià      | Vespella de Gaià | entitat singular de població capital municipal | 87 hab  | 41° 12′ 00″ N, 1° 22′ 00″ E / 41.2°N,1.36667°E 115 msnm                    |           |                                | Modifica les dades a Wikidata |
|        | els Masos de Vespella | Vespella de Gaià | entitat singular de població                   | 51 hab  | 41° 11′ 48″ N, 1° 21′ 37″ E / 41.196792849188°N,1.3603106780326°E 117 msnm |           |                                | Modifica les dades a Wikidata |
|        | la Coma               | Vespella de Gaià | entitat singular de població                   | 25 hab  | 41° 10′ 28″ N, 1° 20′ 40″ E / 41.17455142°N,1.34444476°E 94 msnm           |           |                                | Modifica les dades a Wikidata |

## masia
| imatge | Nom                    | Ubicat a         | instància de | Detalls          | coordenades                                                                  | Protecció | Commons (més fotos)              | Dades a WD                    |
| ------ | ---------------------- | ---------------- | ------------ | ---------------- | ---------------------------------------------------------------------------- | --------- | -------------------------------- | ----------------------------- |
|        | Caseta de l'Alzina     | Vespella de Gaià | masia        |                  | 41° 12′ 35″ N, 1° 23′ 08″ E / 41.2096594576851°N,1.38564488739239°E          |           |                                  | Modifica les dades a Wikidata |
|        | Caseta de les Rocasses | Vespella de Gaià | masia        | Estat: en perill | 41° 12′ 47″ N, 1° 21′ 37″ E / 41.2129834380861°N,1.36016795493612°E 147 msnm |           | Caseta de les Rocasses           | Modifica les dades a Wikidata |
|        | Caseta del Saies       | Vespella de Gaià | masia        |                  | 41° 12′ 40″ N, 1° 20′ 55″ E / 41.2109902707507°N,1.34864772280554°E          |           |                                  | Modifica les dades a Wikidata |
|        | Mas Gatell             | Vespella de Gaià | masia        |                  | 41° 13′ 06″ N, 1° 23′ 24″ E / 41.2182416731534°N,1.39001463990303°E 205 msnm |           | Mas Gatell                       | Modifica les dades a Wikidata |
|        | Mas d'en Blanc         | Vespella de Gaià | masia        |                  | 41° 12′ 29″ N, 1° 21′ 14″ E / 41.2081719899168°N,1.35375193973839°E          |           |                                  | Modifica les dades a Wikidata |
|        | Mas d'en Noi           | Vespella de Gaià | masia        |                  | 41° 13′ 18″ N, 1° 22′ 18″ E / 41.2216589805477°N,1.37169012974647°E 183 msnm |           | Mas d'en Noi                     | Modifica les dades a Wikidata |
|        | Mas d'en Pallars       | Vespella de Gaià | masia        |                  | 41° 11′ 12″ N, 1° 20′ 55″ E / 41.186717951388°N,1.3486387835618°E            |           |                                  | Modifica les dades a Wikidata |
|        | Mas d'en Planes        | Vespella de Gaià | masia        |                  | 41° 11′ 32″ N, 1° 21′ 33″ E / 41.1921967714931°N,1.35907710053063°E          |           |                                  | Modifica les dades a Wikidata |
|        | Mas d'en Rull          | Vespella de Gaià | masia        |                  | 41° 11′ 44″ N, 1° 20′ 29″ E / 41.1954746552625°N,1.34141773131589°E          |           |                                  | Modifica les dades a Wikidata |
|        | Mas de Flavià          | Vespella de Gaià | masia        |                  | 41° 11′ 52″ N, 1° 21′ 05″ E / 41.1977716621221°N,1.35146058169817°E          |           |                                  | Modifica les dades a Wikidata |
|        | Mas de Llagostera      | Vespella de Gaià | masia        |                  | 41° 10′ 49″ N, 1° 21′ 17″ E / 41.18019722°N,1.35458889°E                     |           |                                  | Modifica les dades a Wikidata |
|        | Mas de Mestre          | Vespella de Gaià | masia        |                  | 41° 11′ 48″ N, 1° 21′ 31″ E / 41.1967843417432°N,1.3586405225679°E 101 msnm  |           | Mas de Mestre (Vespella de Gaià) | Modifica les dades a Wikidata |
|        | Mas de Reverter        | Vespella de Gaià | masia        |                  | 41° 11′ 31″ N, 1° 21′ 03″ E / 41.1920254055173°N,1.35086546517481°E          |           |                                  | Modifica les dades a Wikidata |
|        | Mas de l'Orpí          | Vespella de Gaià | masia        |                  | 41° 13′ 01″ N, 1° 20′ 56″ E / 41.2169289684487°N,1.34884426783602°E          |           |                                  | Modifica les dades a Wikidata |
|        | Mas de la Sort         | Vespella de Gaià | masia        |                  | 41° 11′ 41″ N, 1° 22′ 00″ E / 41.1946091516615°N,1.3665652933961°E           |           |                                  | Modifica les dades a Wikidata |
|        | Mas de les Nuges       | Vespella de Gaià | masia        |                  | 41° 13′ 09″ N, 1° 22′ 01″ E / 41.2190591945587°N,1.36683974316692°E 136 msnm |           | Mas de les Aluges                | Modifica les dades a Wikidata |
|        | Mas de les Picòrdies   | Vespella de Gaià | masia        |                  | 41° 12′ 52″ N, 1° 20′ 45″ E / 41.2144555703205°N,1.34596014752246°E          |           |                                  | Modifica les dades a Wikidata |
|        | Mas del Cadernal       | Vespella de Gaià | masia        |                  | 41° 13′ 10″ N, 1° 21′ 18″ E / 41.219333851977°N,1.35513019349468°E           |           | Mas del Cadernal                 | Modifica les dades a Wikidata |
|        | el Manou               | Vespella de Gaià | masia        |                  | 41° 12′ 44″ N, 1° 22′ 40″ E / 41.212353279253°N,1.377814089217°E             |           | El Manou (Vespella de Gaià)      | Modifica les dades a Wikidata |
|        | el Masió               | Vespella de Gaià | masia        |                  | 41° 12′ 03″ N, 1° 19′ 58″ E / 41.200901122881°N,1.332778556731°E             |           |                                  | Modifica les dades a Wikidata |

## serra
| imatge | Nom                  | Ubicat a                                              | instància de | Detalls | coordenades                                                       | Protecció | Commons (més fotos) | Dades a WD                    |
| ------ | -------------------- | ----------------------------------------------------- | ------------ | ------- | ----------------------------------------------------------------- | --------- | ------------------- | ----------------------------- |
|        | muntanya del Mestret | la Nou de Gaià Vespella de Gaià                       | serra        |         | 41° 12′ 01″ N, 1° 23′ 04″ E / 41.2002°N,1.38456°E                 |           |                     | Modifica les dades a Wikidata |
|        | serra de l'Hivern    | la Nou de Gaià la Pobla de Montornès Vespella de Gaià | serra        |         | 41° 12′ 07″ N, 1° 23′ 45″ E / 41.20199167°N,1.395775°E 244.3 msnm |           |                     | Modifica les dades a Wikidata |

## Misc
| imatge | Nom                                   | Ubicat a                                     | instància de               | Detalls                                                 | coordenades                                                                                              | Protecció                                            | Commons (més fotos)                 | Dades a WD                    |
| ------ | ------------------------------------- | -------------------------------------------- | -------------------------- | ------------------------------------------------------- | --- | ---------------------------------------------------- | ----------------------------------- | ----------------------------- |
|        | Can Virgili                           | Vespella de Gaià                             | casa                       | Estil: arquitectura popular 12nd century                | 41° 12′ 15″ N, 1° 21′ 36″ E / 41.204292°N,1.359941°E ca:Esplanada del turó del castell 191 msnm          | bé integrant del patrimoni cultural català           | Can Virgili                         | Modifica les dades a Wikidata |
|        | Castell de Vespella                   | Vespella de Gaià                             | castell                    | 16th century                                            | 41° 12′ 16″ N, 1° 21′ 35″ E / 41.20449444°N,1.35978611°E ca:Nucli antic 201 msnm                         | bé d'interès cultural bé cultural d'interès nacional | Castell de Vespella                 | Modifica les dades a Wikidata |
|        | Cova Fonda                            | Vespella de Gaià                             | cova                       |                                                         | 41° 12′ 41″ N, 1° 23′ 17″ E / 41.2113338302908°N,1.38814436854677°E                                      |                                                      |                                     | Modifica les dades a Wikidata |
|        | Lo Mas d'en Blanc                     | Vespella de Gaià                             | muntanya                   |                                                         | 41° 12′ 30″ N, 1° 21′ 14″ E / 41.20838611°N,1.3539°E 252.8 msnm                                          |                                                      |                                     | Modifica les dades a Wikidata |
|        | Mas Blanch                            | Vespella de Gaià                             | vèrtex geodèsic            | Alt: 1.2m                                               | 41° 12′ 30″ N, 1° 21′ 14″ E / 41.208412°N,1.353886°E 255.056 msnm                                        |                                                      |                                     | Modifica les dades a Wikidata |
|        | Molí del Cardenal                     | Vespella de Gaià                             | molí d'aigua               | Estil: arquitectura popular                             | 41° 13′ 21″ N, 1° 21′ 13″ E / 41.222549°N,1.35362°E                                                      | bé integrant del patrimoni cultural català           |                                     | Modifica les dades a Wikidata |
|        | Sant Miquel de Vespella               | Vespella de Gaià                             | despoblat edifici històric |                                                         | 41° 12′ 16″ N, 1° 21′ 39″ E / 41.2045544672144°N,1.36093900662468°E                                      |                                                      |                                     | Modifica les dades a Wikidata |
|        | Sant Miquel del Castell de Vespella   | Vespella de Gaià                             | església                   |                                                         | 41° 12′ 15″ N, 1° 21′ 37″ E / 41.2040318895426°N,1.36029608705485°E                                      |                                                      | Sant Miquel del Castell de Vespella | Modifica les dades a Wikidata |
|        | casa consistorial de Vespella de Gaià | Vespella de Gaià                             | casa consistorial          |                                                         | 41° 11′ 43″ N, 1° 21′ 45″ E / 41.1952383°N,1.3624359°E                                                   |                                                      |                                     | Modifica les dades a Wikidata |
|        | la Coma                               | la Riera de Gaià Vespella de Gaià            | nucli de població          |                                                         | 41° 10′ 24″ N, 1° 20′ 52″ E / 41.173194678975°N,1.3477864388007°E                                        |                                                      |                                     | Modifica les dades a Wikidata |
|        | pantà del Catllar                     | Tarragonès el Catllar Vespella de Gaià Renau | embassament                | Superfície: 362ha Volum: 60.4hm³ Conca: 390km²          | 41° 11′ 47″ N, 1° 19′ 38″ E / 41.196438°N,1.327112°E                                                     |                                                      | Pantà del Catllar                   | Modifica les dades a Wikidata |
|        | riu Gaià                              | Conca de Barberà Alt Camp Tarragonès         | curs d'aigua               | Desemboca: mar Mediterrània Llarg: 59km Conca: 423.8km² | 41° 31′ 55″ N, 1° 23′ 15″ E / 41.531903°N,1.38742°E 41° 07′ 53″ N, 1° 22′ 03″ E / 41.131362°N,1.367462°E |                                                      | Gaià River                          | Modifica les dades a Wikidata |